# 웨더 걸스 (대만의 음악 그룹)
웨더 걸스(Weather Girls)은 타이완의 걸 그룹이다. 홍콩의 미디어 그룹 넥스트 미디어 (Next Media Ltd.) 산하의 타이완의 IP 텔레비전 방송국, 넥스트 TV (Next TV Broadcasting Ltd.)가 2010년부터 방송하고 있는 날씨 프로그램 《Weather Girls》에 출연하는 여성 탤런트들의 총칭이자 이 중에서 선발된 여성 아이돌 그룹이다.